# Tick-Tock
"Tick-Tock" je píseň ukrajinské popové zpěvačky Marije Jaremčuk. Byla vybrána pro reprezentaci Ukrajiny na Eurovision Song Contest 2014 v Dánsku. Píseň byla prezentována v ukrajinském národním kole pro Eurovision Song Contest 2014.
Choreografie na píseň je dílem britského tanečníka a choreografa Francisca Gomeze.